# Ga Gwacheon
Ga Gwacheon là ga nằm ở Tàu điện ngầm Seoul tuyến 4. Mặc dù với cái tên đó, nhưng nó không phải là ga xe lửa chính thức phục vụ cho thành phố Gwacheon; ga kế tiếp trên tuyến 4.

## Bố trí ga
| ↑ Seoul Grand Park                |
| \| ２                             |
| Khu phức hợp Chính phủ Gwacheon ↓ |

| １ | ● Tuyến 4 | ← Hướng đi Jinjeop |
| ２ | ● Tuyến 4 | → Hướng đi Oido →  |